# Anthony Corallo
'Anthony "Tony Ducks' Corallo' (12 de febrero de 1913 - 23 de agosto de 2000) fue un mafioso estadounidense y jefe de la familia criminal Lucchese en la ciudad de Nueva York. Corallo ejercía un enorme control sobre los sindicatos del transporte y la construcción en Nueva York.

## Biografía

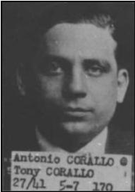
Foto del FBI de Anthony Corallo

Corallo nació en la ciudad de Nueva York el 12 de febrero de 1913 y creció en el barrio de italiano de Harlem del Este. Era un hombre tranquilo y discreto al que le gustaba la jardinería, la ópera y la pasta. En sus últimos años, poseyó una lujosa casa en Oyster Bay Cove, Nueva York. Estaba casado y tenía un hijo y una hija.

## Carrera criminal

### Pandilla de Harlem del Este
En la década de 1920, Corallo se unió a la Pandilla de la Calle 107 en Harlem del Este. Su primer arresto en 1929, por hurto mayor, fue a los 16 años. No fue condenado. En 1935, se había convertido en miembro de la familia criminal Gagliano, precursora de la familia Lucchese. El subjefe Tommy Lucchese reclutó a Corallo para trabajar con el mafioso Johnny Dio, líder de las operaciones de chantaje laboral en el Garment District de Manhattan.
En 1941, Corallo fue detenido después de que la policía le encontrara en posesión de un alijo de narcóticos valorado en 150.000 dólares. Más tarde fue condenado por cargos relacionados con narcóticos y enviado a la cárcel de la ciudad en Rikers Island durante seis meses.

### Ascenso al poder
En 1943, Corallo fue nombrado caporegime de su propia cuadrilla, un logro para un hombre de apenas 30 años. Luego trasladó su base de operaciones de Harlem del Este a Queens. Corallo y Dio llegaron a controlar cinco secciones locales de la Hermandad internacional de camioneros. Los dos gánsteres utilizaron estos sindicatos simulados para establecer acuerdos favorables con las empresas de transporte y explotar a los miembros de base de las secciones. Corallo y Dio también controlaban las secciones locales del Sindicato de Trabajadores de Conductos (ahora llamado Sindicato de Trabajadores de la Comunicación), el Sindicato de Trabajadores Textiles Unidos (ahora llamado UNITE HERE), y la Hermandad de Pintores y Decoradores (ahora llamada International Union of Painters and Allied Trades). Estas actividades de chantaje laboral generaron millones de dólares para la familia Gagliano.
Entre 1941 y 1960, Corallo fue detenido al menos 12 veces por diversos delitos. Sin embargo, ninguno de los casos llegó a juicio. Lucchese se asombraba de la capacidad de Corallo para evitar, o "esquivar", las condenas. Después de uno de estos muchos sobreseimientos, Lucchese comentó:  "Tony ducks again." (en español: "Tony se escabulle de nuevo") . A partir de entonces, Corallo fue conocido como "Tony Ducks".
En 1951, el antiguo jefe Tommy Gagliano murió por causas naturales y Lucchese se hizo cargo de la familia.
El 15 de agosto de 1959, Corallo testificó ante el U.S. Senate Select Committee on Improper Activities in Labor and Management. Los senadores querían que Corallo explicara el robo de 70.000 dólares del local 239 del Sindicato de Camioneros utilizando nombres de miembros de la mafia muertos. Como muchos otros mafiosos, Corallo se negó a responder a cualquier pregunta; alegó la Quinta Enmienda unas 120 veces durante su interrogatorio de dos horas.
El 7 de diciembre de 1961, Corallo fue acusado de intentar sobornar al Tribunal Supremo de Nueva York El juez J. Vincent Keogh y el ex Fiscal de los Estados Unidos Elliot Kanaher. Corallo quería que abandonaran un caso de fraude en la bancarrota contra uno de sus asociados. El 17 de junio de 1961, Corallo fue condenado por soborno. El 2 de agosto de 1962, Corallo fue condenado a dos años de prisión estatal.

### Jefe de la familia
El 13 de julio de 1967, Lucchese murió de un tumor cerebral. Según casi todos los testimonios, Corallo era el elegido por Lucchese para sucederle.
Sin embargo, el 18 de diciembre de 1967, Corallo fue acusado de recibir un pago de soborno de un contratista para la renovación del Reservorio de Jerome Park en el Bronx. También se acusó a James L. Marcus, ex comisionado de aguas de la ciudad, que había empezado a tratar con Corallo debido a deudas de usura. El 19 de junio de 1968, Corallo fue condenado en el caso de soborno de Marcus. El 26 de julio de 1968, Corallo fue condenado a tres años de prisión federal.
Con Corallo en prisión, la Comisión designó a Carmine Tramunti como jefe interino de los Lucchese. Algunos historiadores han especulado que Corallo se convirtió en jefe inmediatamente después de su salida de la cárcel en 1970, y que Tramunti sólo fue un jefe "en funciones" o "de fachada" durante los tres años siguientes. El 7 de mayo de 1973, Tramunti fue condenado a 15 años de prisión federal. Corallo se convirtió entonces en el jefe indiscutible de la familia Lucchese.
Uno de los primeros movimientos de Corallo como jefe fue hacerse con la distribución de grava en varias zonas de Nueva York, como Long Island. Al poseer importantes empresas de grava en sus territorios o zonas de influencia, Corallo aumentó la influencia de la familia criminal Lucchese en la industria de la construcción y con los sindicatos implicados. La industria de la basura sería la siguiente en su lista. Con la ayuda de un funcionario sindical llamado Bernie Adelstein, el negocio de fachada se llamaría Asociación de la Industria de Saneamiento Privado. A continuación, con la ayuda del capo Lucchese Paul Vario y su equipo, Corallo ganaría poder en el Aeropuerto Internacional John F. Kennedy.

### Juicio de la Comisión de la Mafia
A principios de la década de 1980, Corallo proporcionó involuntariamente al gobierno pruebas que prácticamente acabarían con su carrera. A lo largo de los años, Corallo y Salvatore Avellino establecieron un dominio sobre el negocio del transporte de residuos en Long Island. Para reunir pruebas contra Avellino, los miembros de la Fuerza de Tarea contra el Crimen Organizado del Estado de Nueva York (OCTF) utilizaron al informante encubierto Robert Kubecka, propietario de una empresa de transporte de basura del condado de Suffolk, Nueva York. Desde la década de 1970, Kubecka se había negado a participar con el control de la mafia en el negocio de transporte de residuos y había sufrido un amplio acoso como resultado. En 1982, Kubecka aceptó llevar un dispositivo de vigilancia durante las reuniones con los mafiosos. Aunque Kubecka no pudo acercarse al propio Avellino, la información que recopiló acabó convenciendo a un juez para que permitiera una intervención telefónica en el teléfono particular de Avellino en Nissequogue, Nueva York. La intervención del teléfono de casa también fue decepcionante para los agentes; sin embargo, reveló que Avellino llevaba a Corallo de un lado a otro todo el día.
En 1983, miembros del Grupo de Trabajo contra el Crimen Organizado del Estado de Nueva York (OCTF) instalaron un dispositivo de vigilancia electrónica en el interior del salpicadero del Jaguar de Avellino mientras éste y su esposa estaban en una cena. Los agentes escucharon entonces muchas conversaciones entre Corallo, Avellino y otros mafiosos mientras conducían por la ciudad. A partir de estas conversaciones grabadas, la OCTF conoció la estructura interna de la Comisión, su historia y sus relaciones con otras familias del crimen. Estas conversaciones se compartieron con los fiscales federales y les proporcionaron pruebas inestimables contra Corallo y otros jefes de la familia en el Juicio de la Comisión de la Mafia.
El 25 de febrero de 1985, Corallo y otros líderes de la mafia fueron acusados en el juicio de la Comisión de la Mafia. Sin embargo, Corallo estaba en el hospital y no fue arrestado hasta después de su liberación unos días más tarde. Entre los acusados estaban el subjefe Salvatore "Tom Mix" Santoro y el consigliere Christopher "Christie Tick" Furnari.
A la espera del juicio, se celebró una reunión en casa de Furnari, donde Corallo le dijo que quería al capo de la antigua banda de Furnari, Vittorio "Vic" Amuso, o al ayudante de campo de Furnari, Anthony "Gaspipe" Casso, como su sucesor. Furnari, Amuso y Casso se reunieron en una habitación separada, y finalmente se decidió que Amuso tomaría el manto. Aunque Corallo supuestamente prefería a Amuso, accedió a nombrar a Amuso jefe en funciones ese mismo año, y se entendió que se convertiría formalmente en jefe cuando se esperaba que Corallo, Santoro y Furnari fueran condenados y enviados a prisión.
El 19 de noviembre de 1986, Corallo y los demás acusados fueron condenados por todos los cargos de extorsión. El 13 de enero de 1987, Corallo fue condenado a 100 años de prisión y a pagar una multa de 240.000 dólares.

### Muerte
El 23 de agosto del 2000, Anthony Corallo murió de causas naturales en el Federal Medical Center para prisioneros en Springfield, Misuri.